# Bentley Turbo R
Bentley Turbo R – samochód osobowy klasy luksusowej produkowany pod brytyjską marką Bentley w latach 1985 – 1997 oraz jako Bentley Turbo RT w latach 1997 – 1999.

## Historia i opis modelu

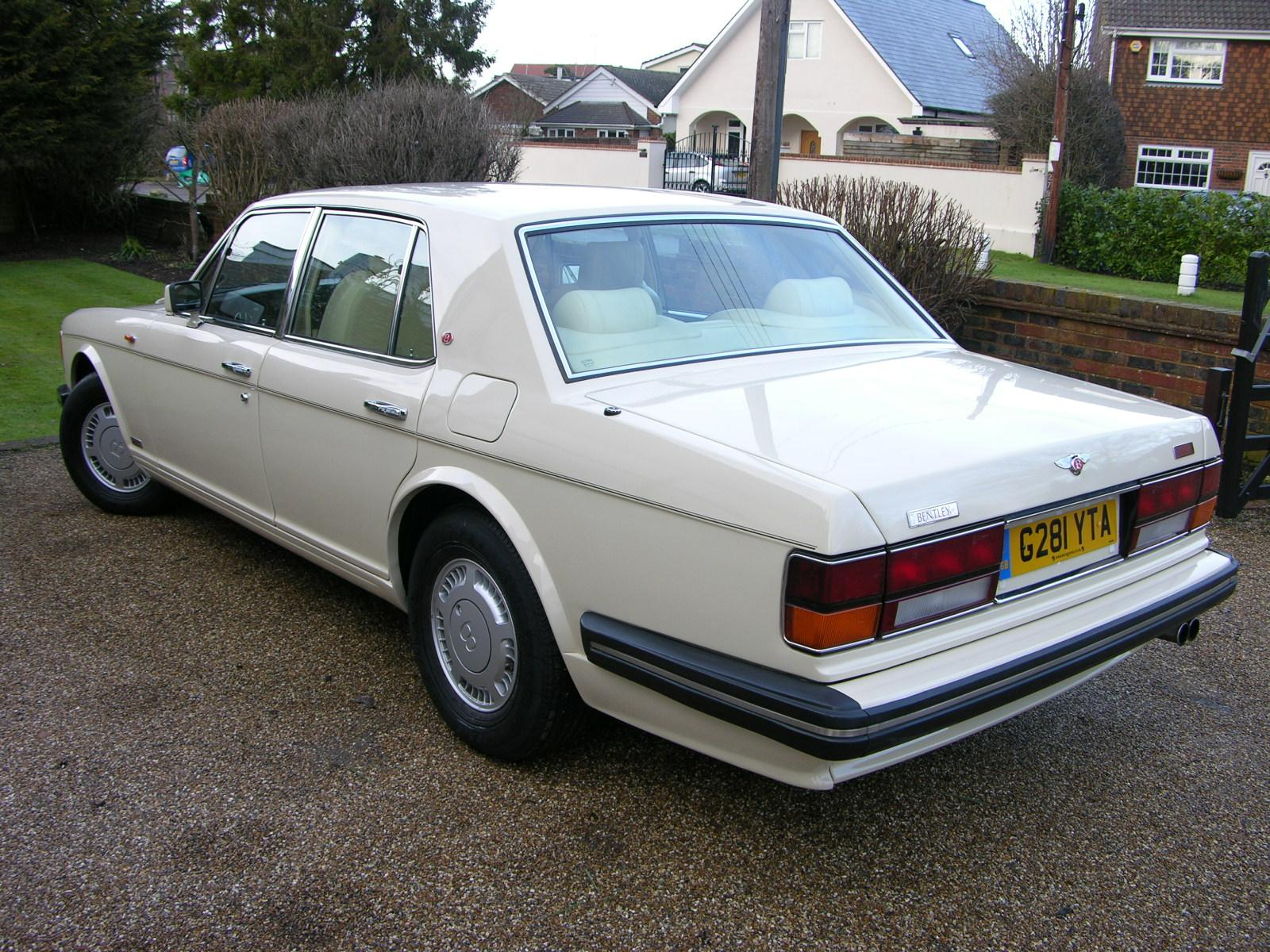
Bentley Turbo R - tył

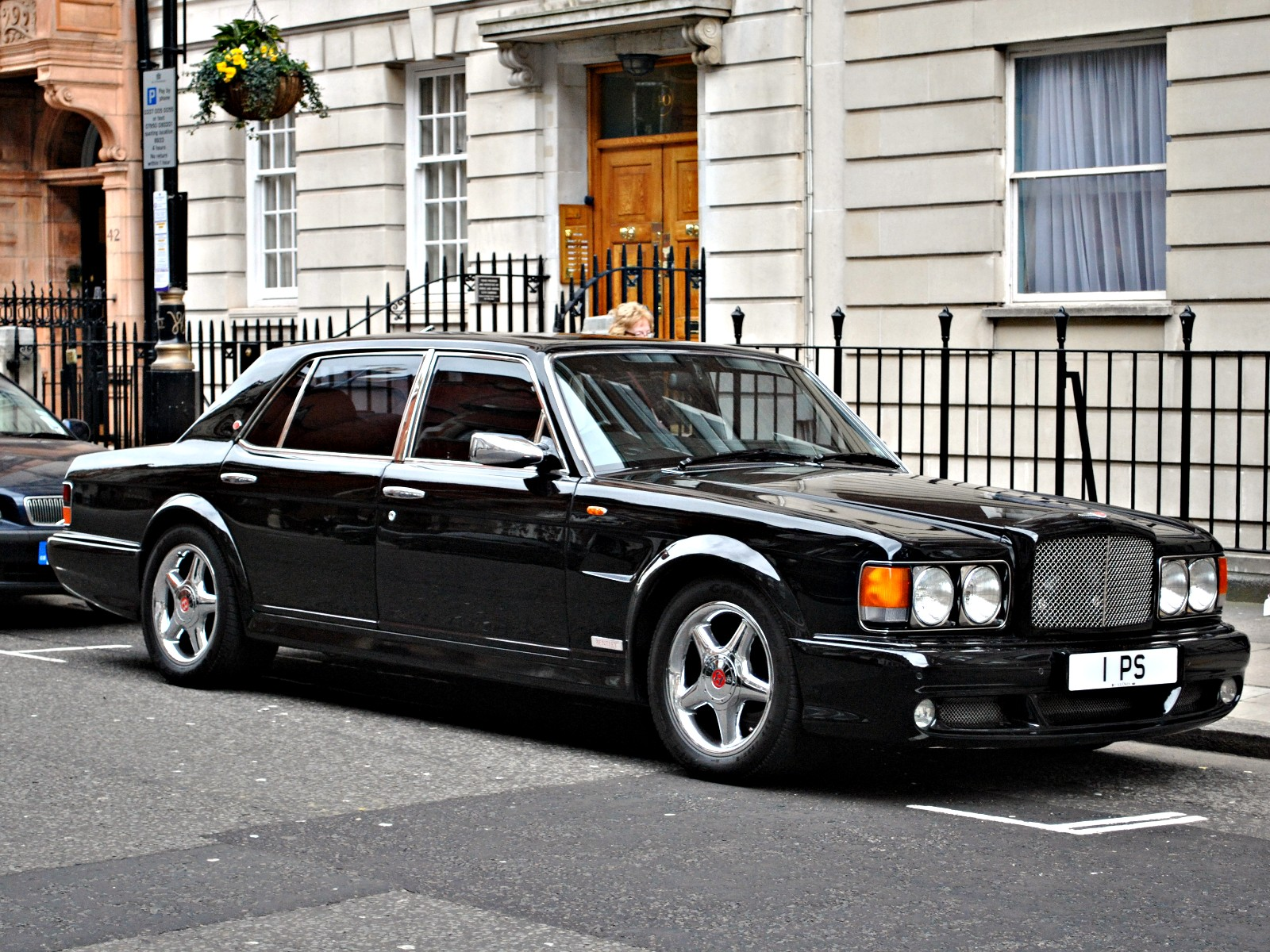
Bentley Turbo RT

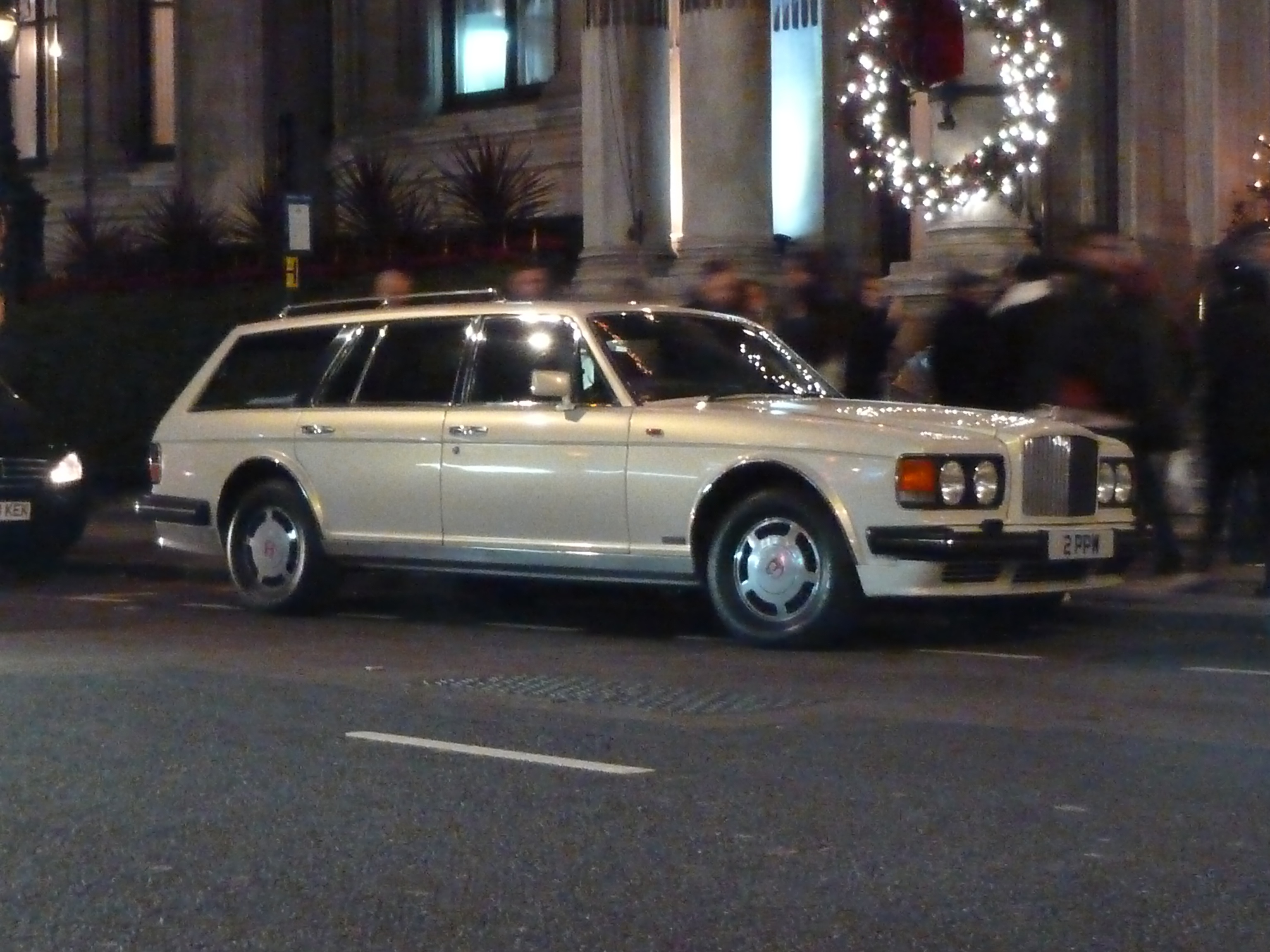
Bentley Val d'Isere

Model Turbo R zadebiutował w 1985 roku w ramach kompletnie zmodernizowanej rodziny modelowej grupy Bentley-Rolls-Royce, stanowiąc tańszy odpowiednik dla flagowego Rolls-Royce Silver Spirit. Samochód zastąpił w gamie model Mulsanne, będąc jednocześnie bardziej sportową alternatywę dla równolegle wprowadzonego do sprzedaży Brooklandsa.
W stosunku do niego, Turbo R odróżnił się detalami stylistycznymi i mniejszą ilością chromu. Pomimo sportowego charakteru, kabina pasażerska zachowała luksusowy wystrój. Do wykończenia foteli wykorzystana została m.in. skóra ze skandynawskich krów, a bogate wyposażenie standardowe objęło tempomat, elektrycznie sterowane szyby, wycieraczki reflektorów, wspomaganie kierownicy zamek centralny czy elektrycznie sterowane spryskiwacze.
Dzięki 6,75 litrowemu V8, które rozwijało moc 324 KM i prędkość maksymlaną 220 km/h, Bentley Turbo R był najszybszym wówczas oferowanym modelem Bentleya. Jednostkę wzogacono także dwiema sprężarkami.  Pomimo ośimu cylindrów i sportowej charakterystyki jednostki napędowej, Bentley akcentował fakt dobrego wyciszenia kabiny pasażerskiej, podczas który jazdą silnik nie był słyszany także podczas znajdowania się na wysokich obrotach.

### Turbo RT
W 1997 roku Bentley Turbo R w dotychczasowej formie zniknął z rynku na rzecz zmodernizowanej odmiany, przy okazji której premierze dokonano korekty nazwy na Bentley Turbo RT. Samochód zyskał bardziej kontrastowe malowanie nadwozia z charakterystyczną, chromowaną atrapą chłodnicy o strukturze kratki i zderzakami malowanymi w barwie lakieru. Do napędu samochodu wykorzystano mocniejszy niż dotychczas, 400-konny silnik V8 o pojemności 6,75 litra. Produkcja samochodu pod tą postacią trwała kolejne 2 lata, by w 1999 roku zakończono ją na rzecz zupełnie nowego Arnage'a.

### Val d'Isere
Między 1989 a 1992 rokiem Bentley nawiązał współpracę z brytyjskim designerem Robertem Jankelem w celu zbudowania specjalnej, małoseryjnej 5-drzwiowej odmiany nadwoziowej Turbo R pod nazwą Bentley Val d'Isere. Brytyjska firma odeszła od trójbryłowych nadwozi na rzecz nietypowego dla siebie kombi na specjalne zlecenie sułtana Brunei, Hassanala Bolkiah, który w latach 90. zlecał Bentleyowi budowanie wielu unikatowych modeli na specjalne zamówienie na potrzeby m.in. swojej kilkutysięcznej kolekcji samochodów. Łącznie w ciągu 3 lat powstało 11 sztuk luksusowego kombi.

### Silnik
- V8 6,75 l 324 KM (Turbo)
- V8 6,75 l 400 KM (Turbo RT)